# Eric Ragnor Sventenius

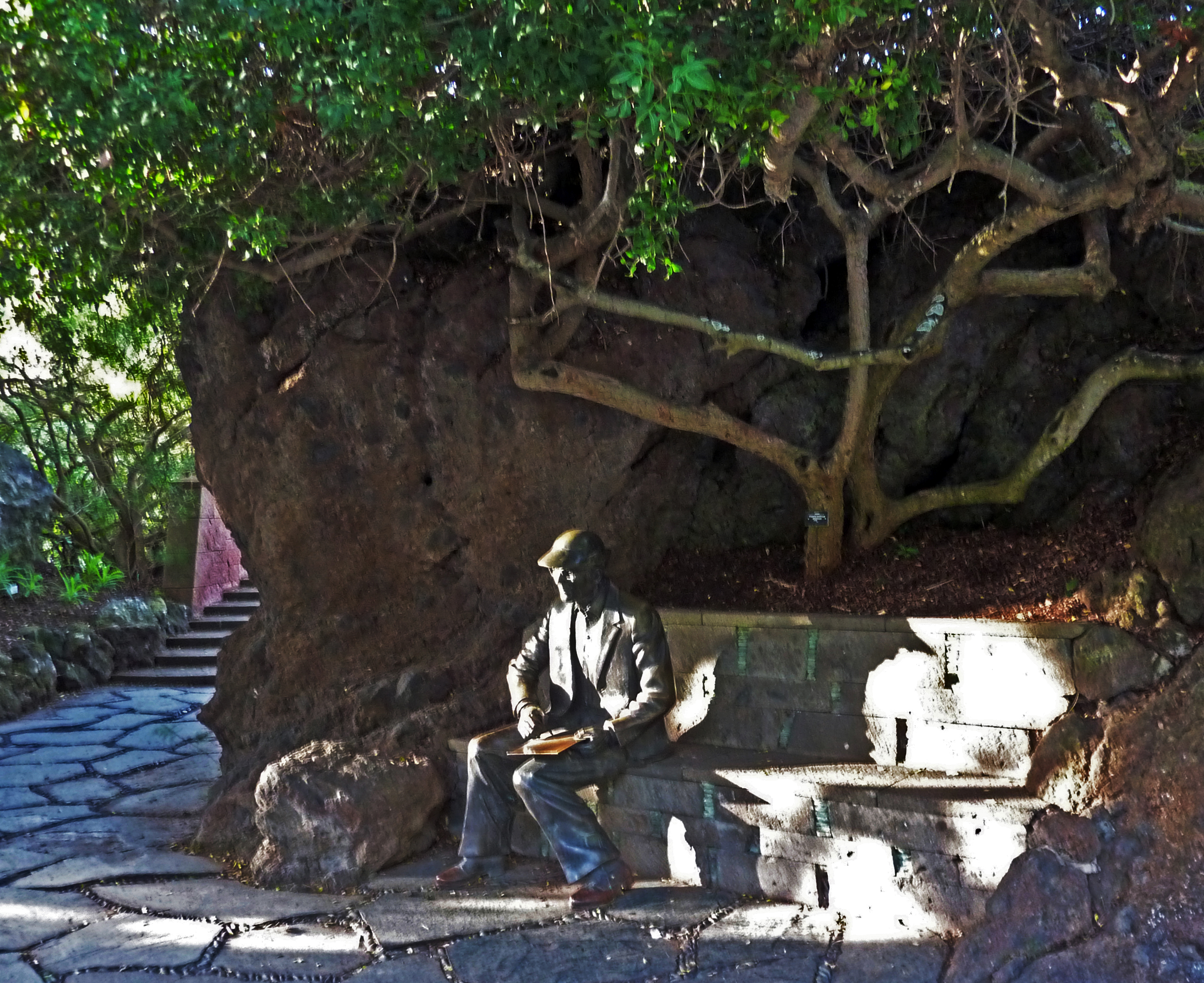
Sventenius

Eric Ragnor Sventenius (forma latina de Erik Ragnar Svensson), também conhecido como Eric Ragnor ou Erich (Skirö, Suécia, 10 de outubro de 1910 — Gran Canária 1973) foi um botânico sueco (de nascimento) e espanhol (por adopção).

## Biografia
Erik Ragnar Svensson nasceu a 10 de Outubro de 1910. Era filho de Sven Alfred Svensson, numa pequena localidade a sul da Suécia, Skirö, do município de Vetlanda, da província de Jönköpings.
Nos primeiros anos da sua vida a sua educação foi realizada na Suécia, formando-se professionalmente como botânico em diversas universidades europeias. Em Espanha continuou a sua aprendizagem no Jardim Botânico Marimurtra, em Blanes, que em 1920 havia sido fundado pelo alemão Karl Faust, tendo-se convertido mais tarde no jardim botânico mais importante da Catalunha. Durante a sua passagem por Barcelona faz amizade com o abade de Montserrat, grande aficionado de botânica como ele.
Em 1931, Eric Sventenius muda-se para as Ilhas Canárias. Em 1952 trabalhou para o Jardim Botânico da ilha de Tenerife (Jardín de Aclimatación de la Orotava), num posto especial, dependente do Ministério da Agricultura. Durante todo o tempo que Sventenius esteve nas ilhas, foi um investigador incansável, percorrendo cada palmo das ilhas à procura de novas espécies da rica flora canária ainda não classificadas. Recuperou os estudos de outros botânicos que em épocas anteriores haviam feito trabalhos sobre a flora canária e já estavam esquecidos e acolheu equipas científicas de todo o mundo que à sua chamada chegavam com laboratórios portáteis completos para o estudo da flora canária.
A grande ideia de toda a sua vida foi a de criar um Jardim Botânico de flora canária, continuando o trabalho que havia sido iniciado por José Viera y Clavijo. Tinha que recompilar toda a riqueza botânica das ilhas em um único lugar. Colocá-la em exposição tal e qual como se encontrava na natureza, evitando o mais possível qualquer artificialismo. A compra dos terrenos para o seu desejado Jardim Canário em Tenerife foi complicada. Por essa altura, um grupo de representantes do Cabildo Insular de Gran Canaria inteiraram-se da situação e, tomando consciência da grande ideia de Sventenius, enviam um representante que toma contacto com o botânico. Fica então decidida a criação do Jardim Canário na Ilha de Gran Canária, após alguma busca de um local adequado. Ficaria perto da capital, junto a um estrada que que fazia a ligação a Tafira.
Sveentenius começa a pôr as mãos à obra e instala a sua oficina no terreno. Organiza grande parte das obras, desde o traçado dos caminhos, à escolha das pedras dos canteiros, dos edifícios e bancos, à escolha dos espécimenes que haveriam de se plantar. Deste modo, o Jardín Botánico Viera y Clavijo fundado em 1952, pôde abrir as suas portas ao público ao cabo de uns anos, em 1959. Durante este tempo e até à sua morte em acidente de trafego perto do jardim, em 1973, Sventenius foi o director do jardim botânico e não deixou de continuar investigando a flora canária e de ser um assíduo colaborador da universidade.
A espécie Descurainia artemisioides Eric R. Sventenius, foi descrita por este autor

## Literatura

### Obras sobre Sventenius
- G. Kunkel: In memoriam Eric R.S. Sventenius, 1910-1973, in: Cuadernos de botánica canaria; 18/19, p. 1-4, 1973.
- Antonio G. González: La botánica, Sventenius y yo, La Laguna: Centro de la Cultura Popular Canaria, 2001, ISBN 84-7926-326-1
- Alfonso Luezas Hernández u.a.: Jardín Botánico Canario "Viera y Clavijo". Guía del Jardín Botánico Canario Viera y Clavijo, Madrid: Rueda, D.L. 1997

### Obras de Sventenius
- Gerhard Benl, Eric R. Sventenius: Beiträge zur Kenntnis der Pteridophyten-Vegetation und-Flora in der Kanarischen Westprovinz (Tenerife, La Palma, Gomera, Hierro) (aus: Nova Hedwigia 20, S. 413-462, 1970), Lehre: Cramer Vlg., 1970
- E. R. Sventenius et D. Bramwell: Acta phytotaxonomica Barcinonensia ; Vol. 7 ; Heywoodiella genus novum, NBarcelona: Dep. de Botánica, Fac. de Ciências, Univ. Autónoma, 1971
- G. Kunkel y Sventenius: Los Tiles de Moya. Enumeración florística y datos sobre el futuro parque natural, (Cuadernos de Botánica Canaria, 14/15: 71-89), Las Palmas de Gran Canaria, 1972
- Ericus R. Sventenius: Additamentum ad floram Canariensem, Matriti: Agronomiarum investigationem nationale hispanicum Inst. (Instituto nacional de investigaciones agronomicas), 1960
- Plantae macaronesiensis novae vel minus cognitae, in: Index Seminum Horti Acclimatationis Plantarum Arautapensi, 1968
- Ericus R. Sventenius, Instituto Nacional de Investigaciones Agrarias, Centro de las Islas Canarias (Hrsg.): Notas sobre la flora de las Cañadas de Tenerife, (Cuaderno/INIA; 78), p. 149-171, Madrid: Instituto Nacional de Investigaciones Agrarias, Centro de las Islas Canarias, 1946
- Ericus R. Sventenius, Instituto Nacional de Investigaciones Agrarias (España) (Hrsg.): Contribución al conocimiento de la flora canaria,(Cuaderno/INIA; 79), p. 176-194, Madrid: Instituto Nacional de Investigaciones Agrarias, Centro de las Islas Canarias, 1946
- Ericus R. Sventenius, Instituto Nacional de Investigaciones Agrarias, Centro de las Islas Canarias (Hrsg.): Plantas nuevas o poco conocidas de Tenerife, (Cuaderno/INIA; 111), p. 22-33, Madrid: Instituto Nacional de Investigaciones Agrarias, Centro de las Islas Canarias, 1949
- Ericus R. Sventenius, Instituto Nacional de Investigaciones Agrarias, Centro de las Islas Canarias (Hrsg.): Specilegium canariense III, (Cuaderno/INIA; 125), Madrid: Instituto Nacional de Investigaciones Agrarias, Centro de las Islas Canarias, 1950
- "Additamentum ad Floram Canariensem" Svensson Sventenius, Eric R. 1960.